# Марчук, Евгений Кириллович
Евге́ний Кири́ллович Марчу́к (28 января 1941, Будёновка, Одесская область — 5 августа 2021, Киев) — советский и украинский деятель органов государственной безопасности, государственный и политический деятель, первый руководитель СБУ в 1991—1994 годах, премьер-министр Украины в 1995—1996 годах, кандидат юридических наук (диссертация по криминологии и уголовному праву).

## Образование и служба в КГБ
Окончил Кировоградский педагогический институт им. Александра Пушкина, где учился в 1958—1963 годах, по специальности учитель украинского языка и литературы, учитель немецкого языка. После окончания института — оперуполномоченный Кировоградского областного управления КГБ. С 1965 года младший, затем старший оперуполномоченный, заместитель начальника, начальник отдела, заместитель начальника управления, начальник инспекции КГБ УССР. До 1977 года на оперативной работе, которую начал в звании младшего лейтенанта. Работал в Пятом управлении КГБ (возглавлял его в КГБ УССР?). После этого Евгений Марчук перешёл на руководящие посты, на которых он находился до 1991. В 1988 году назначен начальником управления КГБ в Полтавской области. В 1990, будучи уже генералом, был назначен первым заместителем главы КГБ УССР.
Проводил обыск в квартире писателя Виктора Некрасова.
С 5 июня по 6 ноября 1991 года Евгений Марчук занимал пост государственного министра УССР по вопросам обороны, государственной безопасности и чрезвычайным ситуациям. (Об отношении к ГКЧП см. .)

## В независимой Украине
6 ноября 1991 года он был назначен первым председателем Службы безопасности Украины (СБУ), правопреемницы КГБ УССР. С ноября 1991 года — генерал-лейтенант, с августа 1992 года — генерал-полковник.
Торговля оружием. Леонид Кравчук вспоминал: «Денег государству тогда не хватало. Поступление средств можно было обеспечить при помощи внешнеэкономических операций. Но это была вещь деликатная, за которую было рискованно приниматься, не имея всеохватывающей информации. Особенно тогда, когда речь шла о торговле оружием. Помню, что тогда как раз к нам обратилась Беларусь, чтобы с нашей помощью продавать за границу продукцию военного назначения…».
Отмечают, что «на протяжении 1991—1995 годов СБУ не отследила и не возбудила ни одного дела по факту разворовывания государственной собственности, где бы фигурировали фамилии высоких должностных лиц».
23 марта 1994 года Евгению Марчуку было присвоено звание генерала армии Украины. После президентских выборов 1994 года, на которых победил Л. Д. Кучма, 1 июля 1994 года, Марчук оставаясь председателем СБУ (до 12 июля), был назначен вице-премьером по вопросам государственной безопасности и обороны в кабинете Виталия Масола (специально для него созданная должность). С 31 октября 1994 Евгений Марчук являлся первым вице-премьером, председателем Комитета при президенте Украины по борьбе с коррупцией и организованной преступностью, а 6 марта 1995 года он был назначен исполняющим обязанности премьер-министра Украины. 8 июня 1995 года Евгений Марчук стал премьер-министром Украины. Эту должность он занимал менее года — до 27 мая 1996 года, когда был отправлен в отставку с формулировкой «за формирование собственного политического имиджа».
По словам первого и единственного президента Республики Крым Юрия Мешкова, к его отстранению от должности, произошедшем 17 марта 1995 года, был причастен именно Марчук, спланировавший операцию СБУ с привлечением армейского спецназа.
Л. Д. Кучма впоследствии так отзывался о его деятельности на посту премьер-министра: «Оказавшись за столом председательствующего, Марчук проявил полное отсутствие вкуса к ежедневной хозяйственной работе и желанию её выполнять, неугомонную страсть к многословию… Сначала я относил это на счёт желания Марчука самому разобраться во всех проблемах совершенно, как он любит говорить, „с лабораторной точностью“, собрать о них исчерпывающую информацию. Но вскоре начал подозревать, что он просто не хочет, просто боится принимать решения, а страх этот базируется на непонимании экономических механизмов попытках дистанцироваться любых непопулярных шагов. Очевидно, длительная работа в КГБ научила Марчука только собирать информацию (причём для того, чтобы на её основе решения принимали другие!), но внедрять собранное в интересах экономики он не умел. На дворе лето, потом осень 1995 года. Впервые начинают накапливаться значительные задолженности по пенсиям и зарплатам, которые растут из месяца в месяц. Производство падает. А Кабмин явно не успевает за ситуацией, изыскивая возможности заморозить её, тормозит с принятием решений, неадекватно реагирует на проблемы промышленности и сельского хозяйства. Возможно, это — элементарная некомпетентность? Такая же, как, например, решение председателя Государственной комиссии по денежной реформе Марчука осенью 1995 года, вопреки рекомендациям экспертов, всё же не вводить гривню?»
Ещё будучи премьер-министром Украины, Евгений Марчук в декабре 1995 года принимал участие в довыборах народного депутата Верховной рады Украины от Миргородского (№ 324) избирательного округа (стоит напомнить, что до 1990 года Марчук работал в Полтавской области). Он был избран в первом туре 83,71 % голосов избирателей при 6 претендентах. Там же одним из кандидатов был Бакай, Игорь Михайлович, который снялся в пользу Марчука. В декабре 1995 г. — апреле 1998 г. — депутат Верховной Рады, возглавил в парламенте фракцию «Социально-рыночный выбор».
В октябре 1996 года незадолго до гибели Евгений Щербань основал в Киеве газету «День», которая после его убийства перешла под контроль Марчука: «Марчук получил в своё распоряжение единственную информационно-аналитическую ежедневную газету со сформированной аудиторией. Более того: газета постепенно стала приобретать имидж оппозиционной, что привело к притоку к изданию как читателей, так и высококлассных авторов. Вскоре происходит и замена главного редактора: вместо Владимира Рубана, давшего газете „путёвку в жизнь“, редактором издания становится бывшая пресс-секретарь Марчука Лариса Ившина». Ившина впоследствии станет супругой Марчука.
Вскоре тогда ещё беспартийный Евгений Марчук вступил в СДПУ(о) (по собственному заявлению в 2006 году, членом СДПУ(о) никогда не состоял). На парламентских выборах в марте 1998 он выступал под номером 2 этой политической силы и во второй раз был избран депутатом Верховной рады. Возглавлял с мая по декабрь 1998 года парламентскую фракцию СДПУ(о).
Участник украинских президентских выборов-1999, 31 октября 1999 года в первом туре занял пятое место из тринадцати, набрав 8,13 % (2 138 356 голосов). Несмотря на проигрыш, ему удалось спустя малый промежуток времени снова занять влиятельную должность — с 10 ноября 1999 по 25 июня 2003 года Евгений Марчук был секретарём Совета национальной безопасности и обороны Украины. Именно поэтому 2 марта 2000 он покинул ряды народных депутатов Украины.
По свидетельству Марчука во время президентской кампании 1999 года против него готовились провокации, о которых его неоднократно предупреждал Мельниченко.
25 июня 2003 года Марчук был назначен министром обороны Украины. Эту должность он занимал до 27 сентября 2004 года, формальным поводом к отставке стали взрывы на артиллерийских складах в Артёмовске и Новобогдановке. После своей отставки порвавший с СДПУ(о) Евгений Марчук в декабре 2004 с группой единомышленников создал Партию свободы, главой которой и был избран.
На парламентских выборах 26 марта 2006 года Евгений Марчук выступал под номером 1 блока партий «Евгений Марчук — единство», который возглавлялся Партией свободы. Блок получил, однако, всего лишь 11 004 голоса (0,06 %) и Евгений Марчук в парламент не прошёл. После поражения на выборах Евгений Марчук отошёл в украинской политике на задний план.
В 2015 году — представитель Украины по вопросам безопасности в трёхсторонней контактной группе по урегулированию войны на Донбассе.
Свободно владел украинским, английским, немецким и русским языками.
Скончался 5 августа 2021 года в Киеве. Как сообщает пресс-центр СБУ, причиной смерти стала острая сердечно-легочная недостаточность, вызванная коронавирусом.
Церемония прощания прошла 7 августа 2021 года в Доме официальных приёмов. Похоронен на Байковом кладбище.

## Учёная степень
Кандидат юридических наук; кандидатская диссертация «Криминологическая и уголовно-правовая характеристика преступных организаций» (Университет внутренних дел Украины, 1998).

## Награды
- Ордена Свободы (23 августа 2021, посмертно) — за значительный личный вклад в государственное строительство, укрепление обороноспособности, социально-экономическое, научно-техническое, культурно-образовательное развитие Украинского государства, весомые трудовые достижения, многолетний добросовестный труд и по случаю 30-й годовщины независимости Украины[18]
- Орден князя Ярослава Мудрого V степени (27 января 2001) — за выдающиеся заслуги в укреплении национальной безопасности Украины, плодотворную государственную и политическую деятельность[19]
- Орден Трудового Красного Знамени
- Командор со звездой ордена Заслуг перед Республикой Польша (14 июля 2003, Польша)[20]
- Именное огнестрельное оружие (январь 1996)[21]
- Лауреат Международной украинской премии им. Сковороды (1997)

## Семья
Был женат дважды. Первая жена — Лидия Ивановна, от первого брака два сына — Тарас и Вадим. Вторая жена — Лариса Алексеевна Ившина (1960), главный редактор газеты «День».